# Allan Arbus
Allan Arbus (15. februar 1918 i New York City - 19. april 2013 i Los Angeles) var en amerikansk skuespiller, som er kendt for sin rolle som Dr. Sidney Theodore Freedman i tv-serien M*A*S*H.

## Biografi
Arbus blev født i New York City med jødisk baggrund,, søn af Rose (født Goldberg) og Harry Arbus, der var en børsmægler. Han gik på DeWitt Clinton High School i Bronx, hvor han først udviklet en interesse i skuespil mens han medvirkede i et student spil.
Hans første kone var fotograf Diane Arbus (født Nemerov), som han giftede sig i 1941. På et tidspunkt, før han blev skuespiller, var han så betaget af Benny Goodman's indspilninger, han begyndte med at spille klarinet.